# Tramo histórico de la Acequia de Mislata
El tramo histórico de la acequia de Mislata, está catalogado como Bien de interés cultural de la provincia de Valencia, con número de anotación ministerial RI-51-0011248 y fecha de anotación 29 de septiembre de 2006, según consta en la Ficha BIC de la Dirección General de Patrimonio Cultural de la Consejería de Turismo, Cultura y Deportes de la Generalidad Valenciana.

## Descripción
El tramo histórico de la acequia de Mislata tiene un gran valor constructivo y paisajístico, ya que es el único tramo de la acequia de Mislata que conserva  su cajero (en acequias o canales, parte de talud comprendida entre el nivel ordinario del agua y la superficie del terreno) original y su trazado sinuoso, manteniendo su carácter de paisaje de regadío tradicional. 
La acequia de Mislata es el segundo gran sistema hidráulico de la Vega de Valencia que toma agua por el margen derecho del río Turia, entre al azud de Cuart y el de Favara, y siempre ha tenido silla en el Tribunal de las Aguas. Hasta el segundo cuarto del siglo XX el sistema hidráulico de la acequia de Mislata se había mantenido de forma casi inalterable, con una longitud de la acequia madre o mayor de 12 kilómetros, además de todos los brazos secundarios, cruzando los términos de Manises, Cuart de Poblet, Mislata, Chirivella y Valencia. También había mantenido su perímetro de riego, evaluado en unas 1000 Ha; por el trazado del Plan Sur, que desvió el río Turia en la década de 1960 y el crecimiento urbano de Mislata y la ciudad de Valencia, aquel ha sido recortado drásticamente quedando hoy en día un poco más de 100 Ha entre Cuart de Poblet, Mislata y Chirivella.
Su punto de inicio en el río se encuentra en la parte alta de la población de Manises y la acequia madre toma una dirección paralela al Turia, cruza primero la huerta de Manises, pasa junto a la población y continúa hasta por el norte del núcleo urbano de Cuart de Poblet, entre éste y el río. Posteriormente cruza la carretera real de Madrid y pasa por lo que ahora es zona urbana de Cuart, en donde antes ya comenzaba a regar a través de los primeros partidores (tramo de la canalización donde se produce un reparto del caudal para dos o más acequias.), también llamados rolls. Al poco de entrar en el término de Mislata se encontraba el molino de Cabot del que partían cinco acequias que distribuían por brazos el agua por su área de riego, básicamente formado por el término municipal de Mislata y la parte oeste del cementerio general de la ciudad.  
Posee un primer tramo de 200 metros bordeado de árboles frutales, era  costumbre secular de los labradores plantar los frutales para el consumo doméstico cerca de las acequias y brazales. Un segundo tramo de otros 200 metros es una ribera del típico cañizo menudo (senill). Un tercer tramo, de unos 300 metros, tiene su borde plantado de cañas que consolidan las paredes del cajero. 
El trazado sinuoso de la acequia corresponde a razones de ingeniería hidráulica, ya que así se consigue disminuir la presión del agua producida por el desnivel del terreno, lo cual provocaba a menudo la destrucción del cajero de la acequia.